# Laranjeiras do Sul (ort)
Laranjeiras do Sul är en ort i Brasilien.   Den ligger i kommunen Laranjeiras do Sul och delstaten Paraná, i den södra delen av landet, 1 200 km söder om huvudstaden Brasília. Laranjeiras do Sul ligger 846 meter över havet och antalet invånare är 18 424.
Terrängen runt Laranjeiras do Sul är platt åt sydost, men åt nordväst är den kuperad. Det finns inga andra samhällen i närheten.
Omgivningarna runt Laranjeiras do Sul är en mosaik av jordbruksmark och naturlig växtlighet. Runt Laranjeiras do Sul är det ganska tätbefolkat, med 70 invånare per kvadratkilometer.